# 克林奇湖怪物
克林奇湖怪物（英文：Lake Clinch Monster）是指出没于美国佛罗里达州克林奇湖的神秘动物。据作家MF Hetherington在1928年的著作《波尔克县历史》（A History of Polk County）的记载，克林奇湖怪物的历史可以追溯至印第安人的传说，他们认为湖中生存着一条巨蛇。1907年，弗罗斯特普鲁夫的居民宣称看见克林奇湖怪物，这是一只30英尺（9.1米）长的动物。另有一个未经证实的传闻称，1926年，有一名男性被克林奇湖中的巨蛇杀死。虽然克林奇怪物被称为巨蛇，但在目击者的描述的特征却包括长脖子、鳍状肢、驼背、像狗的头，因此有研究者认为这一形象更接近蛇颈龙。